# Sabeco
Компанія Saigon Beer - Alcohol - Beverage Corporation (в'єт. Tổng Công ty Cổ phần Bia - Rượu - Nước giải khát Sài Gòn), відома за своєю абревіатурою та торговою назвою Sabeco (зазвичай стилізовані великими літерами), є провідним виробником пива у В’єтнамі. Вона була підпорядкована Міністерству торгівлі та промисловості В’єтнаму, але зараз є дочірньою компанією ThaiBev. У 2011 році Sabeco виробила 1,2 млрд літрів пива, що забезпечило 51,4% національного ринку. Основними брендами є Bia Saigon (Сайгонське пиво) та 333 Beer.

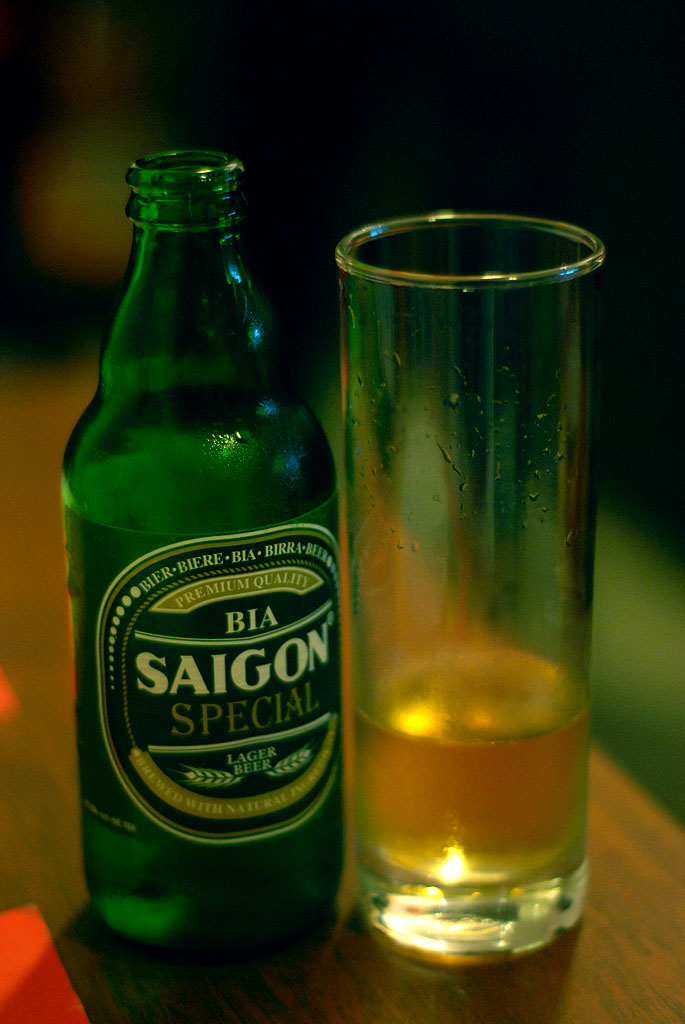
Bia Saigon